# Hawker Aircraft

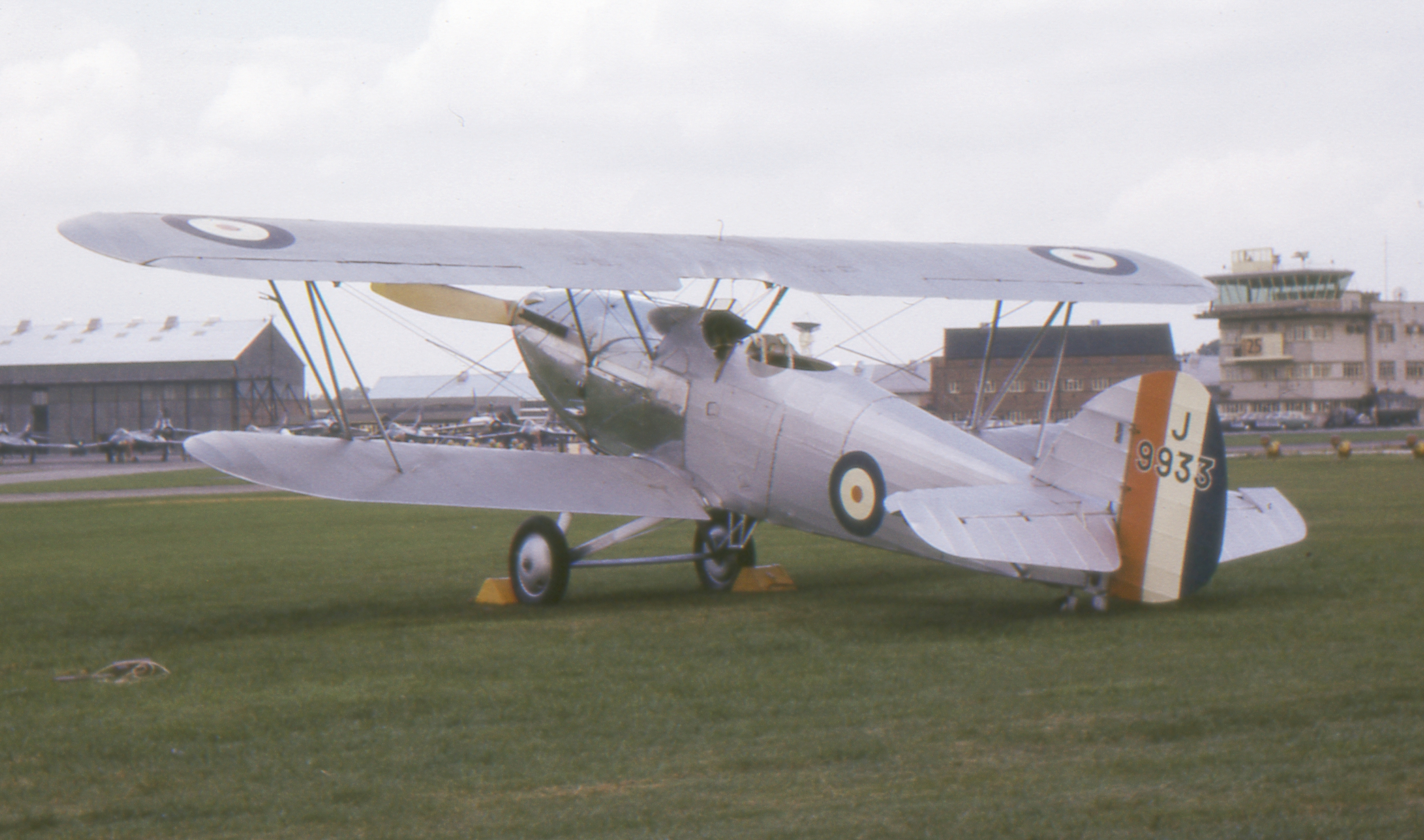
Hawker Hart.

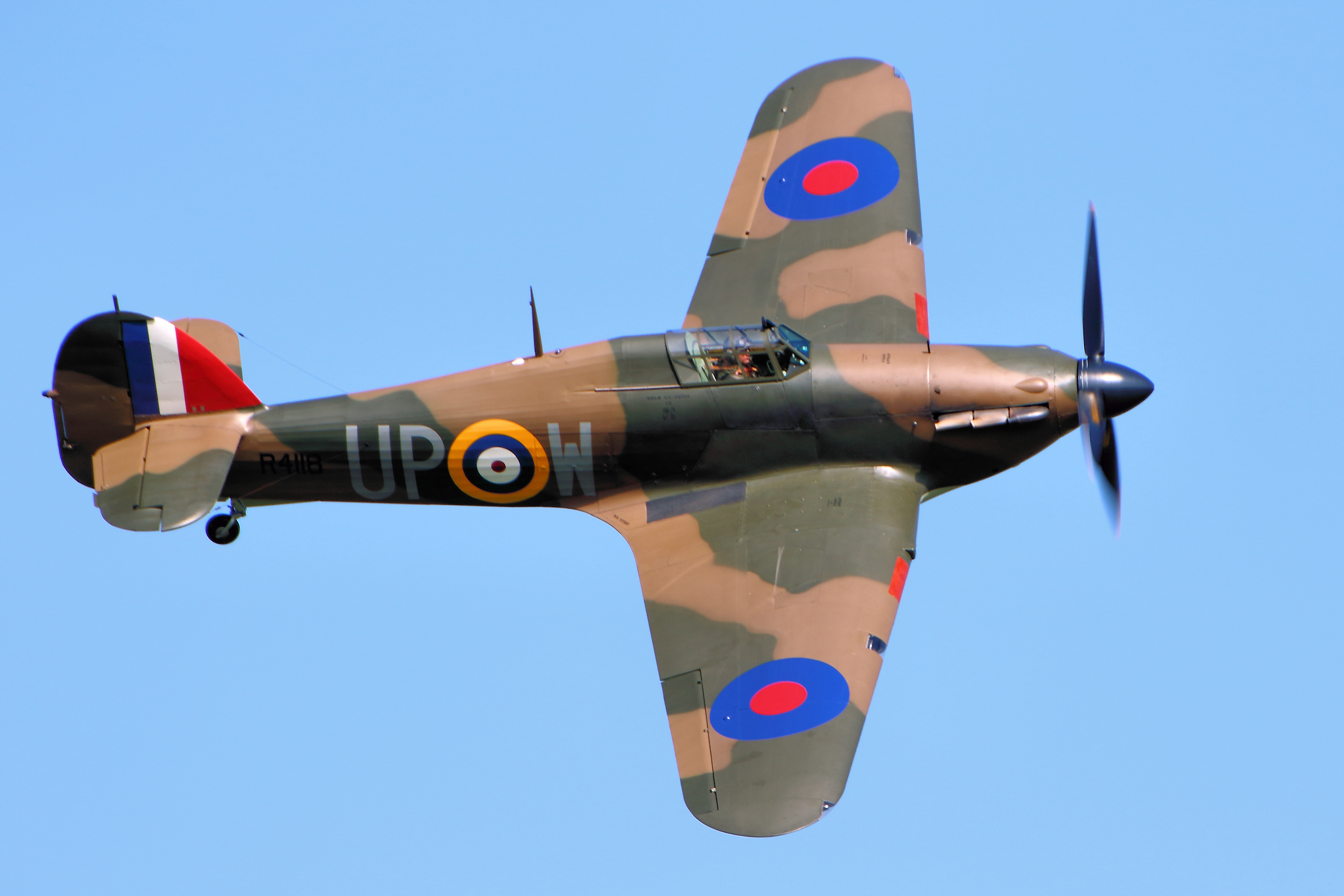
Hawker Hurricane.

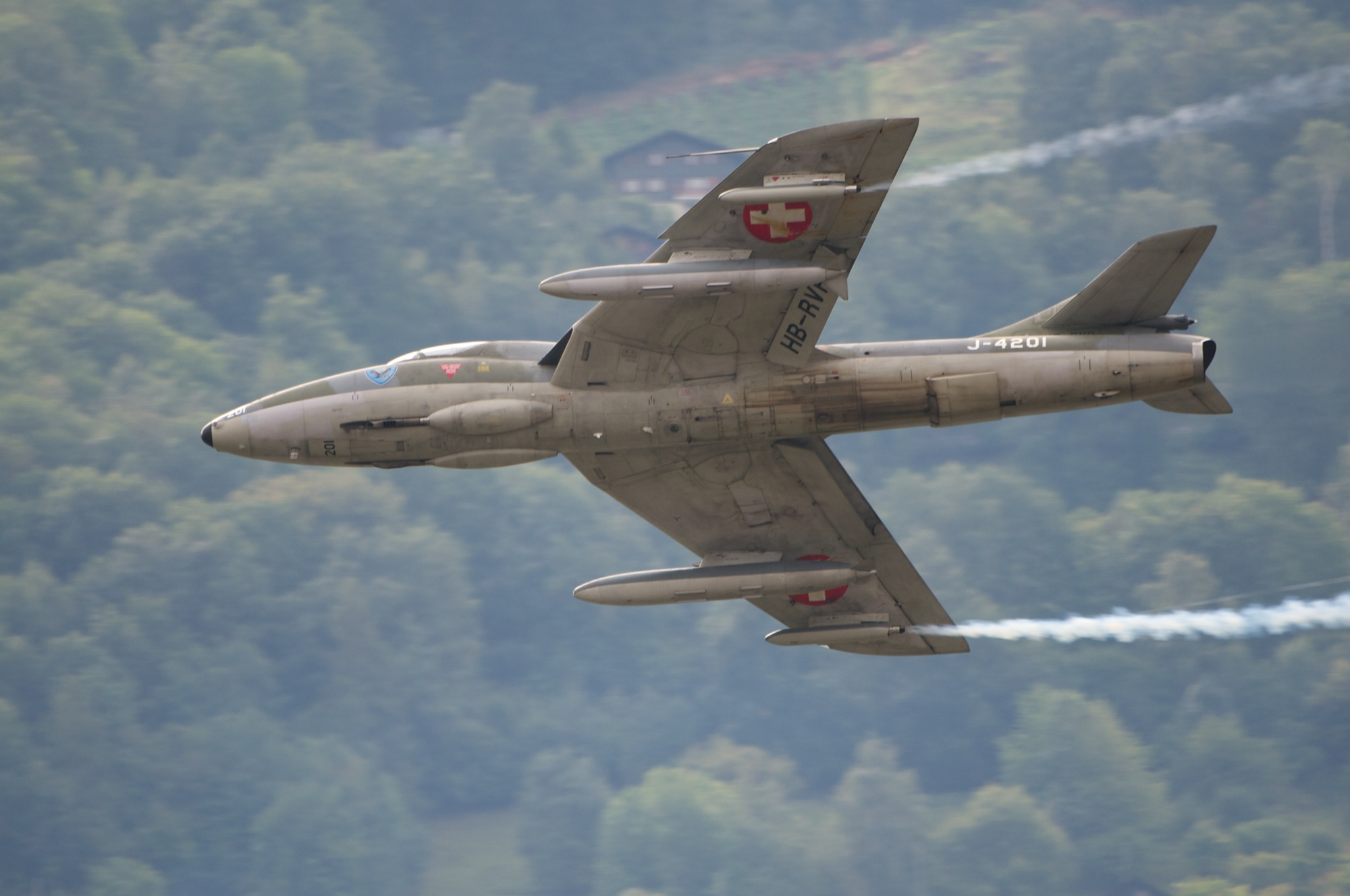
Hawker Hunter.

Hawker Aircraft var en brittisk flygplanstillverkare. Bolaget bildades 1920 för att köpa upp så mycket som möjligt av tillgångarna från det konkursade bolaget Sopwith Aviation. Bland grundarna fanns också Sopwiths grundare Thomas Sopwith. Företagets ursprungliga namn var H.G. Hawker Engineering, men det byttes 1933 till Hawker Aircraft Limited. Den stora depressionen i början på 1930-talet slog hårt mot många flygplanstillverkare, men Hawkers relativt starka finanser gjorde att man 1934 kunde köpa upp Gloster Aircraft Company. Året efter bildade Hawker konsortiet Hawker Siddeley tillsammans med Gloster, Armstrong Siddeley och Avro. Alla i konsortiet ingående bolag fortsatte att tillverka flygplan under sina egna varumärken fram till 1955 då Hawker Siddeley efter påtryckningar från brittiska regeringen omvandlades till ett enda bolag.
Under ledning av Hawkers chefsingenjör Sydney Camm konstruerade och byggde Hawker flera legendariska flygplan, bland annat Hawker Hart (i Sverige mer känt som B 4), Hawker Hurricane som spelade en avgörande roll under slaget om Storbritannien och Hawker Typhoon som spelade en viktig roll under invasionen av Europa.

## Flygplan
- Hawker Woodcock, 1923
- Hawker Cygnet, 1924
- Hawker Horsley, 1925
- Hawker Heron, 1925
- Hawker Hornbill, 1925
- Hawker Danecock, 1925
- Hawker Hawfinch, 1927
- Hawker Hart, 1928
- Hawker Hoopoe, 1928
- Hawker Tomtit, 1928
- Hawker Hornet, 1929
- Hawker Osprey, 1929
- Hawker Nimrod, 1930
- Hawker Fury, 1931
- Hawker Audax, 1931
- Hawker Dantorp, 1932
- Hawker Demon, 1933
- Hawker Hardy, 1934
- Hawker Hind, 1934
- Hawker Hartbees, 1935
- Hawker Hurricane, 1935
- Hawker Hector, 1936
- Hawker Henley, 1937
- Hawker Hotspur, 1938
- Hawker Tornado, 1939
- Hawker Typhoon, 1940
- Hawker Tempest, 1942
- Hawker Sea Fury, 1944
- Hawker Sea Hawk, 1947
- Hawker Hunter, 1951